# Жан-Мишел Фолон
Жан-Мишел Фолон (на френски: Jean-Michel Folon) е белгийски художник и скулптор.

## Биография
Роден е на 1 март 1934 г. в Юкел, а през 1955 г. се премества в Париж. Започва да прави самостоятелни изложби в края на 60-те години и придобива международна известност през 70-те. Работи в различни жанрове – акварел, гравюри, скулптура, текстил, както и в театралната сценография.
Жан-Мишел Фолон умира на 20 октомври 2005 г. в Монако.